# Gáspár család
Néveri Gáspár család Bars vármegyei és Verebélyi széki nemesi család.
A nyitrai káptalan hiteleshelyi levéltárának protokollumaiból származó 1588-as birtokügyi kivonat alapján Peter Keresteš feltételezi, hogy esetleg Vas vármegyéből származhattak. 1594-ben Gáspár Menyhért fiai András és Mihály megegyeztek Gáspár Istvánnal néveri birtokukról. A 16. század második felétől Nyitraivánkán is felbukkantak. 1602-ben Névery János perelte a Gáspár családot. 1606-ban és 1616-ban Gáspár Miklóst és Andrást említik. 1620-ban a nyitrai káptalan előtt Gáspár György tiltakozik maga és néhai Pál testvérei István és János nevében Pál végrendelete ellen. 1664-ben Verebélyen Gáspár György szerepelt a török defterben.
1699-ben Néveren Raák alias Gáspárok udvarhelye kuriális részt említenek. 1701-ben Gáspár András, János, Gergely, Miklós és István kapott adományt nemesi kúriára (részre) Néveren. Gáspár Gergely lányát Füstös István vette feleségül. Gergely fiai Mihály (akitől származott János) és György voltak (akitől származott Gáspár István, József és Ferenc). Az adományos István fia Gáspár Ferenc lehetett. 1719 körül Gáspár Ádám, Pál, Ferenc, Mihály és 5. testvérük megosztoztak a birtokukon.
1736. június 1-én Fóris alias Lakatos István valamint Zoltán Mátyás a néveri volt Gáspár féle curiát nyerik adományul. A 18. században Néveren 6 kuriális részt tartanak nyilván, melyek közül az egyiket Gáspárnak hívják. Ebben Gáspár László, Ádám és István többek mellett részbirtokosok voltak. 1727-ben is 3 Gáspár családtag volt birtokos Néveren. 1741-ben Gáspár László a Hubay Ferenc magvaszakadása utáni Hubay curiabeli apja által szerzett rész miatt pereskedett Hubay Klárával és Judittal.
Néveren a Gadóczyak udvarhelyét 1754-ben Gáspár László kapta adományba, majd annak magvaszakadtával 1777-ben Endrődy Ádám, Érsekújvár bírája szerezte meg. 1756-ban Gáspár László fia László néveri birtokait mérték fel.
1752-ben Csáky Miklós érsek beiktatásához felállított verebélyi és szentgyörgyi széki bandériumnak Gáspár Lázár közvitéz a tagja.
Fajkürtön, Nagyvezekényen és Pozbán voltak még Gáspár családnevűek.